# سه‌گانه (آلبوم د ویکند)
سه‌گانه (انگلیسی: Trilogy) نخستین آلبوم گردآوری‌شده و همچنین نخستین آلبوم رسمی در یک ناشر موسیقی بزرگ از خواننده و ترانه‌پرداز کانادایی د ویکند است. این آلبوم در ۱۳ نوامبر ۲۰۱۲ توسط ایکس‌او و ریپابلیک رکوردز منتشر شد. سه‌گانه شامل نسخه‌های ریمیکس و ریمستر شده از ترانه‌های میکس‌تیپ‌های ۲۰۱۱ او یعنی خانه بادکنک‌ها، پنجشنبه و پژواک‌های سکوت است. علاوه بر این، سه ترانهٔ جدید که قبلاً منتشر نشده بودند، به نام‌های «بیست و هشت»، «والری» و «تا سپیده‌دم (اینک آفتاب می‌آید)» به عنوان قطعه‌های هدیه در این آلبوم قرار گرفته‌اند.
سه‌گانه بازخوردهای مثبت زیادی از منتقدان دریافت کرد که تحسین‌های قبلی میکس‌تیپ‌های د ویکند را تأیید کردند، هرچند برخی آن را کمی افراطی دانستند. این آلبوم با سه تک‌آهنگ و تور کنسرت د ویکند در بازه زمانی سپتامبر تا نوامبر ۲۰۱۲ تبلیغ شد. سه‌گانه در کانادا در جایگاه پنجم و در ایالات متحده در جایگاه چهارم جدول‌های موسیقی قرار گرفت.